# I'm - Infinita come lo spazio
I'm - Infinita come lo spazio (I'm Endless Like the Space) è un film del 2017 diretto da Anne Riitta Ciccone.

## Trama
L'adolescente Jessica vive in un paese immerso nella neve. Ha una percezione particolare della realtà, come se intercettasse una dimensione invisibile agli altri. Jessica disegna quel che le accade per cercare di interpretare eventi ed emozioni: il rapporto burrascoso con la madre Maria e la sorella minore Aurora, l'assenza del padre morto, l'affetto per il timido compagno di scuola Peter. La sua particolare sensibilità rende Jessica un'outsider, fin quando arriva il momento di decidere tra il suo mondo fantastico e la realtà.

## Location
Le riprese in esterno sono state girate in molte località diverse del Trentino-Alto Adige, come ad esempio il quartiere Le Albere di Trento, il palazzetto del ghiaccio di Cavalese, Arte Sella in Valsugana e a Vipiteno la scuola elementare di lingua tedesca Josef Rampold con la vicina chiesa di Nostra Signora della Palude.